# 장균
장균(張鈞, ? ~ 184년)은 후한 말기의 신하이다. 장각(張角)이 황건적의 난을 일으키자, 당시 낭중(郞中)이던 장균은 영제(靈帝)에게 글을 올려 나라가 어지러워진 원인이 십상시(十常侍)에게 있다고 지적하고 십상시를 처형할 것을 주장했다.
영제가 장균의 글을 십상시에게 보여주자, 십상시들은 스스로 재물을 내놓고 감옥에 갇히겠다고 하면서 영제의 동정을 자아냈다. 영제는 장균에 대해 노여운 감정을 품었고, 결국 장균은 장각의 태평도(太平道)를 배웠다는 모함을 받아 고문을 받은 끝에 죽었다.

## 《삼국지연의》에서의 장균
삼국지연의 2장에서는 장균이 유비(劉備)와 친분이 있는 사이로 나온다. 유비가 의용군을 이끌고 황건적과 싸웠음에도 별다른 상을 받지 못하자, 이를 보다 못한 장균이 영제에게 상소를 올리는 것으로 나와있다. 이는 나중에 십상시가 유비에게 독우를 파견하게 된 계기가 된다.
그 본문을 보면  마침 낭중 장균(郞中張鈞)이 수레를 타고 지나는 것이 보였다. 현덕은 그 앞으로 가서 자신의 공적 등을 설명했다.
장균은 크게 놀랐다. 곧장 조정으로 들어가 황제에게 아뢰었다.
| “ | 지난 날 황건적이 반란을 일으킨 것도 실은 모두 십상시가 매관매작(賣官賣爵)을 한데 원인이 있사옵니다. 아무리 능력이 있거나 공이 있어도 자신들과 친하지 않으면 등용하지 않고 아무리 큰 죄를 지어도 자신들과 원수진 일이 없으면 죽이지 않기 때문에 천하가 크게 어지러웠던 것이옵니다. 이제 마땅히 십상시의 목을 베어 남교(南郊)에 달아매시고 사자를 보내어 온 천하에 널리 알리신 다음 공이 있는 자에게 중한 상을 내리시면 천하(四海)는 저절로 안정될 것이옵니다. | ” |

십상시가 영제에게 아뢰었다.
"장균이 폐하를 기망(欺罔)하고 있사옵니다."
영제는 무사들에게 장균을 쫓아내라고 명했다.
십상시는 함께 의논했다.
| “ | 이것은 필시 황건적 토벌에 공이 있는 자들이 벼슬을 받지 못해 원망을 늘어놓기 때문일 것이오. 우선 관부(官府)에 이름이나 걸어 두게 하였다가 다음에 처치해도 늦지 않으리다. | ” |

## 참고자료
- 후한서/권78（한자원문）장양전